# Ostasio II da Polenta
Ostasio da Polenta (... – 1396) è stato un condottiero e capitano di ventura italiano; fu signore di Ravenna dal 1389 alla morte.

## Biografia
Membro della nobile famiglia ravennate dei da Polenta, era figlio di Guido Lucio da Polenta (†1389).
Fu al servizio degli angioini nel 1382. Combatté nel 1386 agli ordini del cognato Antonio della Scala, signore di Verona, contro il signore di Padova, Francesco da Carrara.
Nel 1387, gli venne affidata una milizia di 1 500 cavalieri e, insieme a Giovanni Ordelaffi, affrontò la Compagnia Bianca di Giovanni Acuto, che era al servizio dei Carraresi. Decisiva fu la battaglia di Castagnaro, nel veronese, dove il Polenta, a capo delle truppe scaligere e forlivesi, venne sconfitto dai padovani.
Nel 1389 spodestò il padre, Guido Lucio, ordendo una congiura insieme ai fratelli. Gli subentrò come vicario pontificio di Ravenna, carica che conservò fino alla morte, avvenuta nel 1396.

## Ascendenza
|                                                |                                            |                                      | Genitori                                     |  |  | Nonni |  |  | Bisnonni                                 |  |  | Trisnonni                                |  |
|                                                |                                            |                                      |                                              |  |  |       |  |  | Ostasio I da Polenta, signore di Ravenna |  |  | Bernardino da Polenta, signore di Cervia |  |
|                                                |                                            |                                      |                                              |  |  |       |  |  | Ostasio I da Polenta, signore di Ravenna |  |  | Bernardino da Polenta, signore di Cervia |  |
|                                                |                                            | Maddalena Malastesta                 |                                              |  |  |       |  |  | Ostasio I da Polenta, signore di Ravenna |  |  |                                          |  |
| Bernardino I da Polenta, signore di Ravenna    |                                            |                                      |                                              |  |  |       |  |  | Ostasio I da Polenta, signore di Ravenna |  |  |                                          |  |
|                                                |                                            | Lieta Argogliosi                     | Marchese degli Argugliosi, podestà di Faenza |  |  |       |  |  |                                          |  |  |                                          |  |
|                                                |                                            | Lieta Argogliosi                     | Marchese degli Argugliosi, podestà di Faenza |  |  |       |  |  |                                          |  |  |                                          |  |
|                                                |                                            | Lieta Argogliosi                     | …                                            |  |  |       |  |  |                                          |  |  |                                          |  |
| Guido III da Polenta, signore di Ravenna       |                                            | Lieta Argogliosi                     |                                              |  |  |       |  |  |                                          |  |  |                                          |  |
|                                                |                                            | …                                    | …                                            |  |  |       |  |  |                                          |  |  |                                          |  |
|                                                |                                            | …                                    | …                                            |  |  |       |  |  |                                          |  |  |                                          |  |
|                                                |                                            | …                                    | …                                            |  |  |       |  |  |                                          |  |  |                                          |  |
| Maddalena Balbi                                |                                            | …                                    |                                              |  |  |       |  |  |                                          |  |  |                                          |  |
|                                                |                                            | …                                    | …                                            |  |  |       |  |  |                                          |  |  |                                          |  |
|                                                |                                            | …                                    | …                                            |  |  |       |  |  |                                          |  |  |                                          |  |
|                                                |                                            | …                                    | …                                            |  |  |       |  |  |                                          |  |  |                                          |  |
| Ostasio II da Polenta, signore di Ravenna      |                                            | …                                    |                                              |  |  |       |  |  |                                          |  |  |                                          |  |
|                                                | Aldobrandino II d'Este, signore di Ferrara | Obizzo II d'Este, signore di Ferrara |                                              |  |  |       |  |  |                                          |  |  |                                          |  |
|                                                | Aldobrandino II d'Este, signore di Ferrara | Obizzo II d'Este, signore di Ferrara |                                              |  |  |       |  |  |                                          |  |  |                                          |  |
|                                                | Aldobrandino II d'Este, signore di Ferrara | Jacopina Fieschi                     |                                              |  |  |       |  |  |                                          |  |  |                                          |  |
| Obizzo III d'Este, signore di Ferrara e Modena | Aldobrandino II d'Este, signore di Ferrara |                                      |                                              |  |  |       |  |  |                                          |  |  |                                          |  |
|                                                |                                            | Alda Rangoni                         | Tobia Rangoni, podestà di Reggio Emilia      |  |  |       |  |  |                                          |  |  |                                          |  |
|                                                |                                            | Alda Rangoni                         | Tobia Rangoni, podestà di Reggio Emilia      |  |  |       |  |  |                                          |  |  |                                          |  |
|                                                |                                            | Alda Rangoni                         | Caracosa Meli Lupi                           |  |  |       |  |  |                                          |  |  |                                          |  |
| Elisa d'Este                                   |                                            | Alda Rangoni                         |                                              |  |  |       |  |  |                                          |  |  |                                          |  |
|                                                |                                            | Iacopo Ariosti                       | …                                            |  |  |       |  |  |                                          |  |  |                                          |  |
|                                                |                                            | Iacopo Ariosti                       | …                                            |  |  |       |  |  |                                          |  |  |                                          |  |
|                                                |                                            | Iacopo Ariosti                       | …                                            |  |  |       |  |  |                                          |  |  |                                          |  |
| Lippa Ariosti                                  |                                            | Iacopo Ariosti                       |                                              |  |  |       |  |  |                                          |  |  |                                          |  |
|                                                |                                            | …                                    | …                                            |  |  |       |  |  |                                          |  |  |                                          |  |
|                                                |                                            | …                                    | …                                            |  |  |       |  |  |                                          |  |  |                                          |  |
|                                                |                                            | …                                    | …                                            |  |  |       |  |  |                                          |  |  |                                          |  |
|                                                |                                            | …                                    |                                              |  |  |       |  |  |                                          |  |  |                                          |  |